# 黄勇 (足球运动员)
黄勇（1978年5月26日—），中国足球运动员，司职中场，短暂退役后又在乙级联赛天津松江复出。

## 职业生涯
黄勇籍贯在广西柳州，但父亲是军人在东北服役，所以黄勇出生于吉林长春。11岁时他全家搬到沈阳，进入沈部少年队。1993年，他被选入著名的健力宝青年队，赴巴西留学。
1998年回国后，由于军队所属的关系进入八一队，当年即获选进入中国国家队。2003年八一俱乐部解散，黄勇转会至上海国际，2006年随球队搬迁到西安。
2008年初，29岁的黄勇被俱乐部挂牌，但是并没有球队表示兴趣，他也没有再出现在一线队名单。年中虽然曾传出黄勇可能复出的消息，不过最终没有重返球队，而是回到沈阳开了一家饭店，开始经商。
2009年赛季开始前，已告别足坛一年多的黄勇又出现在原健力宝队友张效瑞执教的乙级队天津松江的集训队中，出任球员兼助理教练，他在中乙联赛打进三球。
2010年年中，因不符合比利时籍主帅德维尔德的战术要求，黄勇离开了天津松江。下半年，黄勇加入新组建的天津润宇隆教练组，2011年7月天津润宇隆易主更名为沈阳沈北，黄勇继续留在球队。
2012年6月，黄勇成为沈阳沈北的代理主教练。